# NGC 257
NGC 257 (ook wel PGC 2818, UGC 493, MCG 1-3-3, ZWG 410.6 of IRAS00454+0801) is een spiraalvormig sterrenstelsel in het sterrenbeeld Vissen. NGC 257 staat op ongeveer 216 miljoen lichtjaar van de Aarde.
NGC 257 werd op 29 december 1790 ontdekt door de Duits-Britse astronoom William Herschel.